# HIV/AIDS tại Myanmar
HIV/AIDS (virus gây suy giảm miễn dịch ở người và hội chứng suy giảm miễn dịch mắc phải) ở Myanmar, được Bộ Y tế quan tâm xem là một vấn đề xã hội và y tế quan trọng trong cả nước. Theo UNAIDS, năm 2005, tỉ lệ hiện nhiễm HIV ở người lớn ước tính ở Myanmar là 1,3% (200.000-570.000 người), và các chỉ số ban đầu cho thấy dịch bệnh có thể giảm đi trong nước, mặc dù dịch vẫn tiếp tục mở rộng ở một số vùng của đất nước. HIV lây lan dọc theo các tuyến buôn bán ma túy ở phía bắc, phía đông và phía tây Myanmar.
Người tiêm chích ma tuý (43%), trong đó có các thợ mỏ (những người thường bị nhiễm bệnh do sử dụng ma túy) và mại dâm (32%), có nguy cơ nhiễm HIV cao. Ít nhất một nửa trong số 300.000 đến 500.000 người sử dụng ma túy ở Myanmar là những người sử dụng ma túy tiêm tĩnh mạch, và Shan State và Kachin State là nhà cung cấp heroin chính ở khu vực (chuyển đổi từ thuốc phiện sang heroin tiêu dùng xảy ra vào cuối những năm 1980) và ma túy đá.
Năm 2005, chính phủ quốc gia đã dành 137,120 đô la Mỹ (K150,831,600) và các nhà tài trợ quốc tế (chính phủ Na Uy, Hà Lan, Anh và Thụy Điển) đã tài trợ 27.711.813 đô la Mỹ cho các chương trình về HIV ở Myanmar. Myanmar (xếp hạng 51 trong số 166 quốc gia) có tỷ lệ hiện nhiễm HIV cao nhất ở Châu Á, sau Campuchia và Thái Lan. Ước tính khoảng 20.000 (khoảng 11.000 đến 35.000) tử vong do HIV / AIDS hàng năm.
Về mặt địa lý, tỷ lệ HIV thấp nhất ở phía Tây (Rakhine và Chin State), trong khi tỷ lệ trung bìng ở khu vực trung tâm (Ayeyarwady, Mandalay, Magway, Sagaing, Yangon và Bago) và tỷ lệ nhiễm cao nhất ở phía Bắc (Nhà nước Kachin), phía Đông (Shan và Kayin State), và phía Nam (Mon State, Tanintharyi Region).

## Hành động của chính phủ
Bộ Y tế đã bắt đầu khảo sát HIV / AIDS ở Myanmar năm 1985. Trường hợp HIV đầu tiên ở Myanmar được báo cáo vào năm 1988, và bệnh nhân AIDS đầu tiên ở Myanmar được báo cáo vào năm 1991. Hiện tại, AIDS là một trong những bệnh ưu tiên trong Kế hoạch Y tế Quốc gia. Ngày 18 tháng 8 năm 2005, Quỹ Toàn cầu phòng chống AIDS, Lao và Sốt rét đã chấm dứt khoản viện trợ trị giá 98.400.000 đô la Mỹ (19.200.000 đô la Mỹ đối với HIV / AIDS) ở Myanmar sau khi chính quyền quốc gia áp đặt những hạn chế về đi lại cho nhân viên.

## Vấn đề
Theo báo cáo có tên là "Dự phòng Fate", được xuất bản bởi Bác sĩ không biên giới (còn gọi là Médecins Sans Frontières) có 25.000 bệnh nhân AIDS ở Myanmar tử vong vào năm 2007.
Tại Yangon, có hơn 100 nhà chứa và khoảng 10.000 người bán dâm, chủ yếu là nhóm dân tộc Bamar, trong đó 70-90% có tiền sử mắc bệnh lây truyền qua đường tình dục và dưới 25% đã từng xét nghiệm HIV.